# Mai Hoa (ca sĩ)
Trần Mai Phương nghệ danh Mai Hoa (sinh ngày 7 tháng 4 năm 1975 tại Hà Nam) là nữ ca sĩ dòng nhạc tiền chiến Việt Nam, bà được biết đến khi thể hiện các ca khúc nhạc phim do chồng mình là nhạc sĩ Trọng Đài sáng tác trong các bộ phim truyền hình.

## Tiểu sử
Mai Hoa tên đầy đủ là Trần Mai Phương sinh ngày 7 tháng 4 năm 1975 tại Hà Nam, gia đình bà sau này chuyển vào Thanh Hóa sinh sống trong 10 năm. Thi đậu vào hai môn Kịch nói và Cải lương, học kịch nói được khoảng nửa năm, Mai Hoa được đưa về Đoàn kịch, sau đó giành được huy chương vàng một cuộc thi hát bà chuyển sang học thanh nhạc tại Trường Cao đẳng Văn hóa Nghệ thuật Quân đội. Năm 1994, Mai Hoa gia nhập Ðoàn nghệ thuật Phòng không không quân đến quân hàm Thiếu tá, sau đó bà chuyển sang công tác tại Đài Tiếng nói Việt Nam.

## Sự nghiệp
Mai Hoa bắt đầu sự nghiệp với Giải nhất cuộc thi Tiếng hát truyền hình Hà Nội năm 1996.
Sau khi giành giải, Mai Hoa được Hội âm nhạc Hà Nội mời tham gia giao lưu với các nghệ sĩ Thành phố Hồ Chí Minh. Tại đây bà và nhạc sĩ Trọng Đài lần đầu được gặp nhau.
Lần đầu Mai Hoa thể hiện một ca khúc nhạc phim là năm 2000 với bộ phim Làm mẹ với ca khúc cùng tên. Lúc này Trọng Đài đang tìm kiếm giọng ca thay thế cho một ca sĩ đã được chọn trước đó. Năm 2002, sự thành công của bộ phim truyền hình Đất và người giúp Mai Hoa được khán giả biết đến với ca khúc cùng tên với bộ phim, do nhạc sĩ Trọng Đài sáng tác.
Năm 2005, Mai Hoa bất ngờ được chọn đóng vai nữ chính (Tám) trong phim truyền hình Hương Đất. Khi đạo diễn Trần Quốc Trọng tìm kiếm người thay thế diễn viên Thu Hà - lựa chọn đầu tiên của ông cho nhân vật Tám - ông tình cờ xem được chương trình "Giới thiệu giọng hát Mai Hoa, Ánh Tuyết” trên truyền hình và nảy lửa ý tưởng chọn Mai Hoa. Tháng 12 cùng năm, Mai Hoa phát hành album đầu tay cũng có tựa đề Hương Đất; album gồm 8 ca khúc được nhạc sĩ Trọng Đài viết cho các bộ phim truyền hình khá thành công như: Đất và người, Đường đời, Chuyện phố phường, Mùa lá rụng, Ca sĩ, Hương đất, Giá một lần….
Năm 2007, Mai Hoa được phong tặng danh hiệu Nghệ sĩ ưu tú.
Năm 2010, Mai Hoa tham gia bộ phim Bí thư Tỉnh ủy với cả vai trò diễn viên, người sáng tác và thể hiện ca khúc chủ đề. Năm 2011, bà ra album phòng thu thứ ba với tựa đề Dương cầm, album với các ca khúc tiền chiến được phối khí bởi nhạc sĩ Doãn Nguyên và nhạc sĩ Đức Minh.
Năm 2018, Mai Hoa ra mắt MV Đất và người, đồng thời được VTC tổ chức liveshow riêng với tên gọi "Mai Hoa - Thanh âm những nốt trầm”. Sau đó, bá phát hành hai album CD "Mùa thu vàng" và "Những ngày ta bên nhau".
Năm 2023, Mai Hoa được phong tặng danh hiệu Nghệ sĩ nhân dân.

## Gia đình
Mai Hoa kết hôn với nhạc sĩ Trọng Đài năm 1998, chuyện tình cảm của họ gặp nhiều cản trở từ gia đình và bàn luận của xã hội khi Trọng Đài từng là thầy của Mai Hoa và họ chênh lệch nhau 17 tuổi. Mai Hoa và Trọng Đài sinh được hai người con gái.

## Giải thưởng
- Danh hiệu Nghệ sĩ ưu tú (2007)

| Năm  | Cuộc thi / Giải thưởng       | Kết quả            | Chú thích      |
| ---- | ---------------------------- | ------------------ | -------------- |
| 1996 | Tiếng hát truyền hình Hà Nội | giải nhất          | [ 12 ]         |
| 2005 | Liên hoan phim truyền hình   | Diễn viên ấn tượng | phim Hương Đất |

## Tác phẩm

### Album
- 2005 - Hương đất (Vol.1 - định dạng CD)[8][7]
- Hà Nội 49 (Vol.2)[3]
- 2011 - Dương cầm (Vol.3 - định dạng CD và DVD)[14][6][3]

### Ca khúc thể hiện thành công
"Bến xuân", "Gửi người em gái", "Ngày về", "Bướm hoa", "Con thuyền không bến", "Hà Nội 49", "Lá đổ muôn chiều"...
Ca khúc chủ đề của các phim "Đất và người", "Chuyện phố phường", "Hương đất", "Mùa lá rụng"…

### Phim truyền hình
| Năm  | Tựa đề         | Vai diễn   | Đạo diễn             | Chú thích |
| ---- | -------------- | ---------- | -------------------- | --------- |
| 2005 | Hương đất      | Tám        | NSƯT Trần Quốc Trọng | [ 8 ]     |
| 2010 | Bí thư tỉnh ủy | Bí thư Chi | NSƯT Trần Quốc Trọng | [ 14 ]    |